# Trofeo ACEB
El Trofeo ACEB o Trofeo de la Asociación, también denominado desde la segunda edición Trofeo ACEB Príncipe de Asturias, fue un extinto trofeo organizado por la Asociación de Clubes de Baloncesto española (ACB), disputado entre los eliminados de la eliminatoria de la Liga ACB para asignar las plazas para una competición europea.
La ACEB (Asociación de Clubes Españoles de Baloncesto, actualmente con las siglas ACB) organizaba junto con la Liga ACB, la Copa del Rey de Baloncesto, la Supercopa de España de Baloncesto y el Torneo Internacional, un Trofeo entre los eliminados de la eliminatoria de Liga para disputar las plazas asignadas para la Copa Korac.
A partir de la segunda edición del Trofeo ACEB en 1986, se le rebautizó con el nombre Copa Príncipe de Asturias, cambiando posteriormente su formato. En la temporada 1986/87 la Copa Príncipe de Asturias bajo la organización de la Federación Española de Baloncesto daría lugar a una competición diferente.
No hay que confundir el Torneo Internacional ACEB, también denominado Torneo de la Asociación (disputado a comienzo de temporada), con el Trofeo ACEB (sólo entre españoles y coincidiendo con los "Play-off" de la competición de Liga), compitiendo con los cuatro eliminados del "Play-off" de clasificación a cuartos (octavos) y los eliminados del "Play off" de clasificación a semifinales (cuartos), para disputar las plazas a la Copa Korac, empezándose a disputar en la temporada 1984/85.

## Reglas de juego
Las reglas de esta competición son las siguientes:
"Se celebrará por sistema de eliminatorias con encuentros de ida y vuelta a excepción de la final, que será a partido único.
En la primerá de ellas se enfrentarán entre sí los cuatro equipos procedentes de la eliminatoria del primer “Play-off” (el de clasificación). En la segunda participarán además los equipos eliminados en el “Play-off” de cuartos de final. Quedarán eliminados los equipos que pierdan dos eliminatorias, ya sean seguidas o alternas.
El emparejamiento y orden de todos los encuentros se efectuará por sorteo puro, exceptuando el caso en que concurran dos o más equipos que no se hayan enfrentado en ninguna fase de la Liga. En este supuesto, se emparejarán entre ellos y solamente se sorteará el orden de los partidos. Si el número de equipos en estas condiciones es impar, se emparejarán por proximidad geográfica, quedando exento, en consecuencia, el equipo cuya sede se encuentre más distante. Si a partir de la tercera eliminatoria o siguientes, el número de clubs aún en la competición es impar, se recurrirá a sortear el equipo exento de la eliminatoria correspondiente. Ningún equipo puede quedar exento dos eliminatorias seguidas. A partir del segundo sorteo, no podrán jugar entre sí dos equipos que se hayan eliminado previamente, siempre y cuando existan equipos para enfrentarse".
Disposiciones finales:
"El campeón tendrá reserva de plaza para participar en la Copa "Redivoj Korac", que anualmente organiza (organizaba) la FIBA, y si ya estuviera clasificado para la Copa de Europa de Campeones de Copa (Recopa), este hecho recaería en el subcampeón.
El encuentro final se celebrará en una localidad designada por la ACEB de acuerdo por las normas que se dicten oportunamente".

## Historial
El Trofeo ACEB o Trofeo de la Asociación (Copa Asosciación), también denominado desde la segunda edición Trofeo ACEB Príncipe de Asturias, fue un extinto trofeo organizado por la Asociación de Clubes de Baloncesto española (ACB), disputado entre los eliminados de la eliminatoria de la Liga ACB para asignar las plazas para la Copa Korać, perviviendo algunas ediciones.

### Trofeo ACEB (1984/85)
| Temporada | Sede                    | Campeón       | Subcampeón   | Resultado |
| --------- | ----------------------- | ------------- | ------------ | --------- |
| 1984/85   | Villanueva de la Serena | Caja de Álava | CAI Zaragoza | 93-85     |

### Trofeo ACEB-Copa Príncipe de Asturias (1985/86)
En su segunda edición bajo la denominación de Copa Príncipe de Asturias ACEB.
| Temporada | Sede   | Campeón          | Subcampeón          | Resultado |
| --------- | ------ | ---------------- | ------------------- | --------- |
| 1985/86   | Alcora | C.B. Estudiantes | Cacaolat Granollers | 89-82     |

Entre 1986/87 y 1990/91 la Copa Príncipe cambió el formato y bajo la organización de la Federación Española de Baloncesto, se llevó a cabo con equipos de la Liga ACB, y ya no se disputaría entre los eliminados del "Play-Off" de Liga, por lo que se convirtió en un campeonato diferente, independiente del "Play-off" de Liga. Posteriormente, se disputaría con equipos de Liga LEB.
(Véase: Copa del Príncipe de Asturias de baloncesto).